# Wilhelm Friedrich von Gleichen-Rußwurm

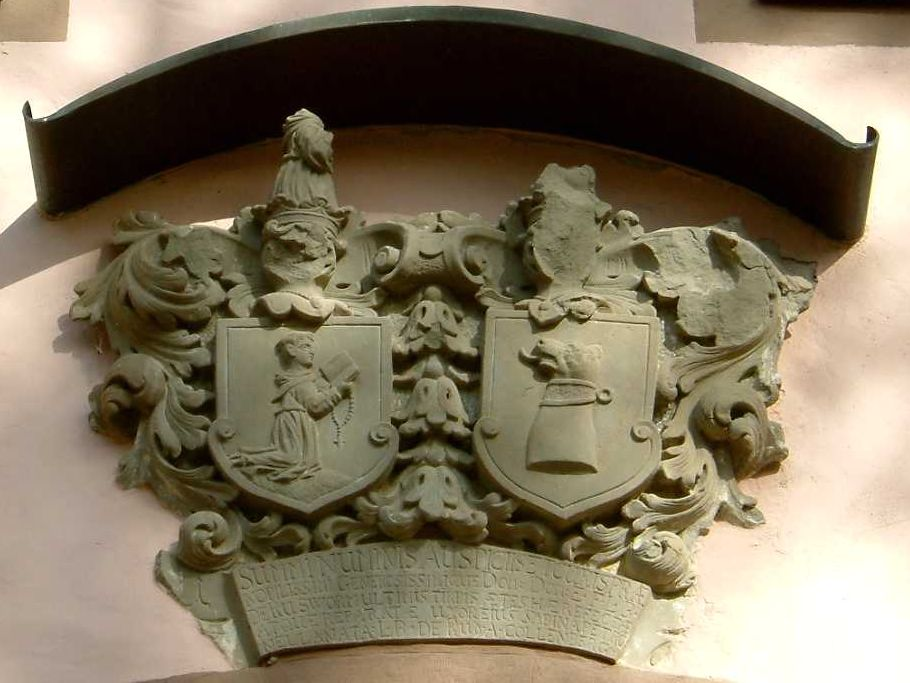
Schloß Greifenstein (Bonnland), Wappen

Wilhelm Friedrich Freiherr von Gleichen genannt von Rußwurm (* 14. Januar 1717 in Bayreuth; † 16. Juni 1783 auf Schloss Greifenstein, Gemeinde Bonnland) war ein markgräflich bayreuthischer Offizier, Freimaurer und Naturforscher.

## Leben

### Herkunft

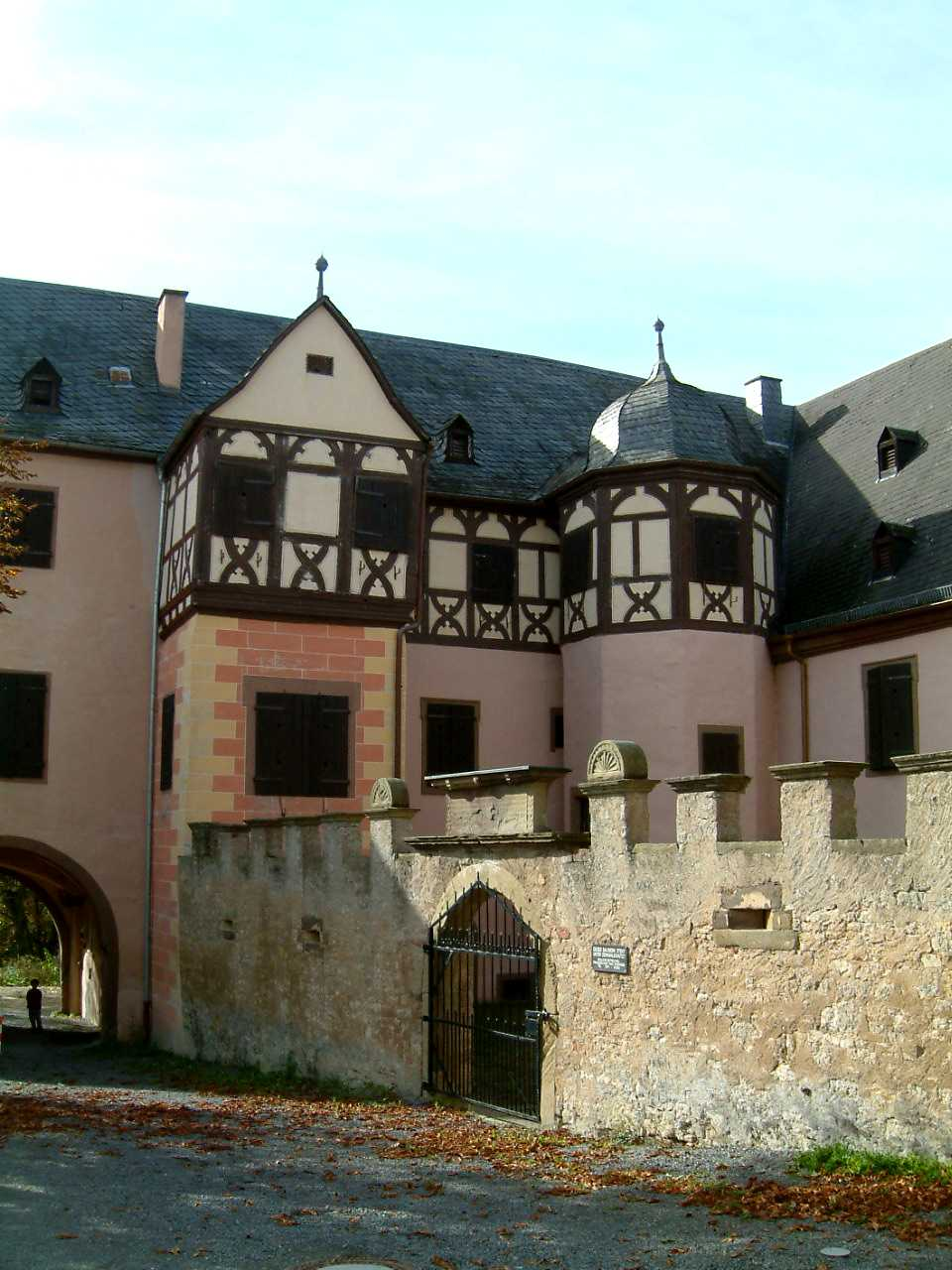
Schloß Greifenstein (Bonnland), Nordostansicht

Wilhelm Friedrich Freiherr von Gleichen war ein Sohn von Heinrich von Gleichen (1681–1767) aus dem thüringischen Grafengeschlecht Gleichen und dessen Ehefrau Carolina Dorothea Sophie von Rußwurm (1693–1748) aus dem 1732 im Mannesstamm erloschenen fränkischen Uradelsgeschlecht von Rußwurm. Der spätere markgräflich bayreuthische Obrist Christian Ernst Freiherr von Gleichen genannt von Rußwurm (1719–1768) war sein jüngerer Bruder. Der Schloßhauptmann zu Saalfeld und Obersteuereinnehmer des Fürstentums zu Altenburg Hans Christoph von Gleichen (1656–1713) und der markgräflich brandenburg-kulmbachische Oberjägermeister Ernst Friedrich Freiherr von Rußwurm (1657–1732) waren seine Großväter. Der Diplomat Karl Heinrich von Gleichen war sein Vetter.
Da Ernst Friedrich Freiherr von Rußworm keine Nachkommen hatte, adoptierte dieser seine beiden Enkel Wilhelm Friedrich und Christian Ernst. Am 25. Februar 1732 erfolgte die kaiserliche Genehmigung durch Kaiser Karl VI., die den Abkömmlingen gestattete, den Namen von Rußwurm zu tragen. Wilhelm Friedrich Freiherr von Gleichen nahm nach dem Tod seiner Mutter 1748 in Erlangen den Namen an und nannte sich ab diesem Zeitpunkt Wilhelm Friedrich Freiherr von Gleichen genannt von Rußwurm. Die Familie der Freiherren von Gleichen genannt von Rußwurm besteht bis heute.
Der Taufpate von Friedrich Wilhelm war der Markgraf des fränkischen Fürstentums Bayreuth Georg Wilhelm von Brandenburg-Bayreuth.

### Militärkarriere
Friedrich Wilhelm wurde wegen ständiger Ehestreitigkeiten seiner Eltern früh aus dem Haus gegeben und wuchs bei Verwandten und Freunden der Familie auf. 1728 kam er als Page an den Hof des Fürsten von Thurn und Taxis in Frankfurt, ging aber bereits zwei Jahre später als Kadett nach Dresden, wo er seine ersten rudimentären schulischen und auch wissenschaftliche Grundlagen vermittelt bekam. Wegen eines Duells mit tödlichem Ausgang, bei dem er als Sekundant beteiligt war, musste er, da nach dem sächsischen Duellmandat die Sekundanten die gleiche Strafe wie die Duellteilnehmer erwartete, in weiblicher Kleidung aus der Stadt entfliehen und flüchtete anschließend zu Fuß nach Bayreuth zurück. Im Jahr 1734 trat er in die markgräflich bayreuthischen Truppen ein. Er erhielt die Fahne von der Dragoner-Kompanie, mit der er im Rahmen des Polnischen Thronfolgekrieges 1734 den ersten Feldzug am Rhein und 1735 als Kürassier-Lieutenant den zweiten Feldzug am Rhein mitmachte. Dabei hatte er beim ersten Feldzug mehrfach die Ordonnanz bei Prinz Eugen inne. Beim zweiten Feldzug diente er unter General Petrasch bei dem Kommando gegen den französischen Hauptmann Kleinholz, das im Gefecht bei Philippsburg 700 Mann gefangen nahm und viele Tote auf dem Schlachtfeld zurückließ.
Im Gegensatz zu vielen anderen seines Standes bekam Friedrich Wilhelm nichts geschenkt und musste sich die Karriereleiter in allen Stufen von ganz unten nach oben hochdienen. Nach Beendigung des Krieges wurde er im Winter 1735 Kapitänlieutenant von der Garde zu Pferde, 1736 Hofjunker und 1737 Kammerjunker. Um ohne Strafe erwarten zu müssen wieder nach Dresden reisen zu können, erhielt er im Jahr 1737 durch Vermittlung des Grafen von Schoenberg, dem Kursächsischen Gesandten zu Regensburg, auf sein Ersuchen hin ein vom König unterschriebenes Abolitionsdekret ausgehändigt. Danach wurde er im Jahr 1739 Rittmeister, 1740 Major, 1746 Kammerherr, 1748 Obristlieutenant und 1750 Reis-Oberstallmeister und zweiter Chef des Oberstallamts.
Im Jahr 1756 quittierte er nach der Geburt seiner Tochter Friederike den Militär- und Hofdienst, nicht zuletzt aber auch, weil er das unruhevolle, an Intrigen reiche, oft recht oberflächliche Hofleben leid war.

### Wissenschaftliches Wirken
Wilhelm Friedrich Freiherr von Gleichen genannt von Rußwurm zog sich nach Beendigung seines Militärdienstes auf das mütterliche Schloß Greifenstein mit Bonnland zurück, verwaltete sein Gut und widmete sich mit Begeisterung mikroskopischen Untersuchungen, wozu er besonders durch Martin Frobenius Ledermüller angeregt wurde. Er hatte ein ausgeprägtes Geschick beim Bau einfacher Mikroskope, eine gute Beobachtungsgabe und zeichnerisches Talent. Wissenschaftlich beschäftigte sich Wilhelm Friedrich dabei besonders mit den Fortpflanzungsorganen der Pflanzen.
Darüber hinaus entwickelte er 1778 ein Verfahren zur Anfärbung von Mikroorganismen mit Indigo und Karmin.

### Freimaurer
Wilhelm Friedrich Freiherr von Gleichen wurde im Jahr 1740 Freimaurer, am 27. November 1740 Mitglied der Hofloge Zur Sonne in Bayreuth und wirkte im Jahr 1741 als Meister vom Stuhl der Stadtloge Zur Sonne in Bayreuth.

### Familie
Er war seit 1753 mit Antoinette, geborene Heidloff, verheiratet. Das Ehepaar hatte neben fünf früh verstorbenen Kindern zwei Töchter, Johanna, geboren 1754 und Friederike, geboren 1756, die sich beide später verheirateten.
Johanna von Gleichen-Rußwurm war mit dem kaiserlich-königlichen Generalfeldwachtmeister Johann Nepomuk Wenzel Karwinski von Karwin (1743–1814) verheiratet.
Der Botaniker Wilhelm Friedrich von Karwinsky von Karwin war sein Enkel.

## Auszeichnungen und Mitgliedschaften
1759 wurde ihm der Titel eines Geheimrats verliehen.
Er war Mitglied der Churfürstlich Mayntzischen Academie nützlicher Wissenschaften.
1775 wurde er außerordentliches Mitglied der Gesellschaft Naturforschender Freunde zu Berlin.
Der preußische König Friedrich Wilhelm verlieh ihm bei einer gemeinsamen Reise nach Stuttgart den Orden de la Générosité und im Jahr 1750 wurde er in den Ordre de la Sincérité aufgenommen.
Im Jahr 1780 wurde er zum Ritterrat der fränkischen Reichsritterschaft Kanton Rhön und Werra gewählt.
Ihm zu Ehren wurde 1793 durch James Edward Smith die Farngattung Gleichenia Smith 1793 aus der Ordnung der Gleicheniales benannt.

## Schriften
- Geschichte der gemeinen Stubenfliege. Keller, Nürnberg 1764 Digitalisat
- Das Neueste aus dem Reiche der Pflanzen, oder Mikroskopische Untersuchungen und Beobachtungen der geheimen Zeugungstheile der Pflanzen in ihren Blüten, und der in denselben befindlichen Insekten, nebst einigen Versuchen von dem Keim, und einem Anhang vermischter Beobachtungen. Keller, Nürnberg 1764 Digitalisat
- Versuch einer Geschichte der Blatläuse und Blatlausfresser des Ulmenbaums. Bieling, Nürnberg 1770 (Digitalisat)
- Auserlesene mikroskopische Entdeckungen bey den Pflanzen, Blumen und Blüthen, Insekten und andern Merkwürdigkeiten. Winterschmidt, Nürnberg 1777 Digitalisat
- Abhandlung über die Saamen- und Infusionsthierchen, und über die Erzeugung; nebst mikroskopischen Beobachtungen des Saamens der Thiere, und verschiedener Infusionen. Winterschmidt, Nürnberg 1778 Digitalisat
- Auserlesene mikroskopische Entdeckungen bey den Pflanzen, Blumen und Blüthen, Insekten und andern Merkwürdigkeiten. Nebst einer Abhandlung vom Sonnenmikroskop. Winterschmidt, Nürnberg 1781 Digitalisat
- Von Entstehung, Bildung, Umbildung und Bestimmung des Erdkörpers aus dem Archiv der Natur und Physik. In der Gelehrten-Buchhandlung zu Deßau, Deßau 1782 Digitalisat
- Mikroskopische Untersuchungen und Beobachtungen der geheimen Zeugungstheile der Pflanzen in ihren Blüten, und der in denselben befindlichen Insekten; nebst einigen Versuchen über dem Keim, und einem Anhang vermischter Beobachtungen. Raspe, Nürnberg 1790 Digitalisat